# Whitehead No. 21
O Whitehead No. 21 foi a aeronave com a qual o pioneiro da aviação Gustave Whitehead reivindicou  a primazia de ter voado perto de Bridgeport (Connecticut), em 14 de agosto de 1901. 

## Estudos sobre o fato
Uma descrição e fotografias do Whitehead No. 21 de Whitehead apareceram na Scientific American em junho de 1901, declarando que o "romance máquina voadora" tinha acabado de ser concluído e "agora está pronta para os testes preliminares". O vôo foi relatado na edição de 18 de agosto de 1901 do "Bridgeport Sunday Herald" e posteriormente reimpresso em outros jornais.
Existem fotografias mostrando a aeronave no solo, mas não há fotografias conhecidas da aeronave em vôo. Um desenho da aeronave em vôo acompanhou o artigo do Sunday Herald. O No.21 era um monoplano movido por dois motores - um para as rodas durante a corrida para de3colagem, o outro acionando as hélices para o vôo.
Os principais estudiosos da aviação contestam o vôo; em 1980, C.H. Gibbs-Smith chamou a história de um "vôo da fantasia", Mais recentemente, a edição de 100º aniversário da Jane's All the World's Aircraft creditou a Whitehead o título de primeira pessoa a construir e voar uma máquina mais pesada que o ar operacional. Mas um editorial escrito para a edição de 2013 do 100º aniversário do "Jane's All the World's Aircraft" credita Whitehead como o primeiro homem a construir e voar uma aeronave mais pesada que o ar motorizada.

## Projeto
O No.21 era um monoplano reforçado com arame com "asas de morcego" e cauda horizontal triangular. Não havia leme vertical e o controle lateral deveria ser realizado deslocando o corpo do piloto para os lados.
As asas foram construídas com nervuras radiais de bambu e cobertas com seda, e tinham uma envergadura de 36 pés (11 m). Elas tinham um diedro notável, o que teria contribuído para a estabilidade da aeronave em voo, e podiam ser dobradas como um leque para transporte.
A fuselagem era de seção em caixa retangular com altura constante, curvada para se estreitar para dentro na frente e na traseira quando vista de cima. Quatro pequenas rodas foram fixadas na parte inferior.
Embora tivesse dois motores e hélices gêmeas, a aeronave não era uma "gêmea convencional". Ela tinha motores separados para operação em solo e vôo, ambos projetados e fabricados por Whitehead. O motor de solo era de 10 cv (7,5 kW) e impulsionava as rodas para atingir a velocidade de decolagem. A propulsão foi então alterada para um motor de acetileno de 20 hp (15 kW) acionando duas hélices em configuração por tração em contra-rotação montadas em estabilizadores. A aeronave poderia decolar com sua própria força e sem assistência.

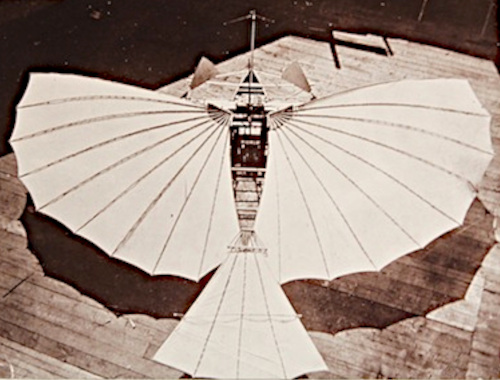
Vista superior do Whitehead No. 21.

Análises feitas por historiadores da aviação em 1980 concluíram que o projeto como um todo era frágil e aerodinamicamente inadequado.

## Histórico
De acordo com Whitehead e um repórter supostamente no evento, o vôo mais longo do monoplano foi de 60 metros (200 pés) acima do solo por 800 metros (0,5 milhas). Essas reivindicações são contestadas, pois Whitehead não manteve um diário de bordo nem documentou seu trabalho.
Em um artigo na edição de 18 de agosto de 1901 do "Bridgeport Sunday Herald", um repórter afirma que testemunhou um teste noturno do avião, inicialmente sem piloto e carregado com sacos de areia, e depois com Whitehead nos controles.
Os apoiadores de Whitehead dizem que ele fez quatro voos naquele dia, o que resultou em relatos conflitantes de diferentes testemunhas. Os conflitos têm sido usados por opositores das reivindicações para questionar se houve voos.

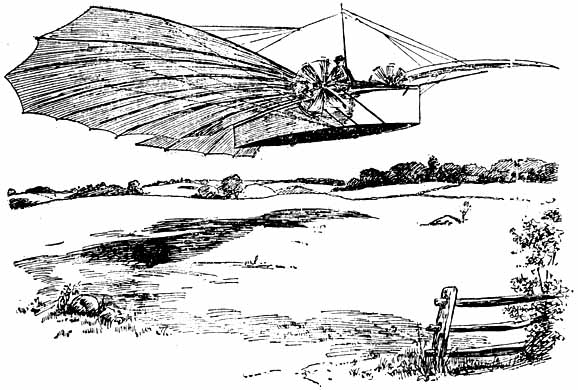
Ilustração do Whitehead No. 21 no voo de 14 de agosto de 1901, publicada dia 18.

### Relatos contemporâneos
Uma descrição e fotografias da aeronave de Whitehead apareceram na Scientific American em junho de 1901, declarando que a "nova máquina voadora" tinha acabado de ser concluída e "agora está pronta para testes preliminares". O artigo incluía fotos mostrando a aeronave no solo (mas não em vôo).
Antes de seu voo de 14 de agosto, Whitehead foi citado em um artigo de 26 de julho no "Minneapolis Journal", creditado ao "New York Sun", no qual ele descreveu os dois primeiros voos de teste de sua máquina em 3 de maio. Andrew Cellie e Daniel Varovi foram mencionados como seus financiadores e ajudaram nos voos de teste. A máquina não era tripulada e carregava 220 libras de areia como lastro e voou a uma altitude de 40 a 50 pés por 1/8 de milha (200 m). De acordo com Whitehead, a máquina voou uma distância de 1/2 milha (790 m) durante seu segundo vôo de teste por um minuto e meio antes de bater em uma árvore. Ele também explicou seu desejo de manter a localização de quaisquer experiências futuras escondidas para evitar atrair uma multidão que poderia dar um "veredicto instantâneo de fracasso".
O voo foi relatado na edição de 18 de agosto de 1901 do "Bridgeport Sunday Herald" e foi reimpresso no "New York Herald", no "Boston Transcript" e no "Washington Times", que o publicou em 23 de agosto de 1901. Em poucos meses, a história foi publicada em outros nove jornais em todas as partes do país, tão distantes como a Califórnia e o [[Arizona]. Um desenho da aeronave em vôo acompanhou o artigo do "Sunday Herald".

## Réplica
Em 1986, Andrew Kosch, um professor de segundo grau local, liderou uma equipe que construiu uma réplica do Whitehead Nº 21. A réplica, chamada de "21B", teve algumas alterações: a largura do trem de pouso foi aumentada para melhor manuseio no solo e dois motores de ultraleves foram usados no lugar dos motores originais a vapor de acetileno. Em 29 de dezembro de 1986, Kosch fez 20 voos bem-sucedidos, sendo o mais longo de 100 m (330 pés). A réplica também foi exibida em 1986 no "Experimental Aircraft Association Fly-In". Em 1986, Cliff Robertson voou sua réplica do nº 21 enquanto estava sendo rebocado atrás de um carro esporte, para o benefício da imprensa. Robertson disse: "Fizemos uma corrida e nada aconteceu. E fizemos uma segunda corrida e nada aconteceu. Então o vento aumentou um pouco e fizemos outra corrida e, com certeza, eu a levantei e voei. Então voltamos e fiz um segundo voo".
Uma segunda réplica foi construída na Alemanha. Em 18 de fevereiro de 1998, ela voou 500 m (1.600 pés) na Alemanha. O diretor do departamento aeroespacial do "Deutsches Museum" afirmou que tal réplica não era prova de que o original realmente voou, já que a reprodução de 1998 usava pesquisas e materiais modernos como fibra de vidro, e tinha um motor moderno.